# Liste der Baudenkmale in Grimmen
In der Liste der Baudenkmale in Grimmen sind alle Baudenkmale der Stadt Grimmen im Landkreis Vorpommern-Rügen und ihrer Ortsteile aufgelistet. Grundlage ist die Veröffentlichung der Denkmalliste des Landkreises Vorpommern-Rügen, Auszug aus der Kreisdenkmalliste vom Juli 2012 und April 2015.

## Grimmen
| ID  | Lage                              | Bezeichnung | Beschreibung | Bild |
| --- | --------------------------------- | --- | --- | --- |
| 418 |                                   | Stadtbefestigung | Zur Stadtbefestigung gehörende Stadttore: - Mühlentor, 4-gesch. frühgotisches Wehrtor aus Backsteinen auf Feldsteinsockel von 1325/30 mit Satteldach mit blendenverzierte Staffelgiebel, restauriert für Museum bis 1987 - Greifswalder Tor, 4-gesch. frühgotisches Wehrtor aus Backsteinen auf Feldsteinsockel mit Satteldach aus der zweiten Hälfte des 14. Jh., 1800: Blitzschlag zerstörte den oberen Teil, Rekonstruktion unvollständig, deutlich niedriger und ohne den Staffelgiebel - Stralsunder Tor, 6-gesch. frühgotisches Wehrtor aus Backsteinen auf Feldsteinsockel von 1320/30 mit glasierten Maßwerkfries und Satteldach mit Staffelgiebel (15. Jh.), ab 1813 Wohnung und bis 1850 Gefängnis | Stadtbefestigung |
| 384 | An der Kirche (Karte)             | ev. Kirche St. Marien mit Kirchhof                                                                                       | frühgotische dreischiffige Hallenkirche aus Backsteinen mit fünf Jochen, um 1275 begonnen, Hallenchor vom 15. Jh., Barnimskapelle von 1436, nördlicher Sakristeianbau und Moritzkapelle von 1559, 4-gesch. Westturm mit Zeltdach auch 16. Jh., barocke Kanzel von 1707, Ratsgestühl von 1590. | Weitere Bilder |
| 372 | Bahnhofstraße (Karte)             | Friedhof | 1-gesch. Bau aus Feldsteinen mit Satteldach | Friedhof |
| 387 | Bahnhofstraße (Karte)             | Kriegerdenkmal | Schwarzer Naturstein mit Beschriftung – Kaiserwidmung zu DDR-Zeit gelöscht – nach 1990 improvisiert nachgetragen | Kriegerdenkmal |
| 368 | Bahnhofstraße (Friedhof) (Karte)  | Ehrenmal der Sowjetarmee                                                                                                 | Betonstele mit Grabsteinen – Kriegsgräberstätte | Ehrenmal der Sowjetarmee                                                                                                 |
| 370 | Bahnhofstraße (Friedhof) (Karte)  | Denkmal Opfer des Faschismus                                                                                             | | Denkmal Opfer des Faschismus                                                                                             |
| 369 | Bahnhofstraße (Park) (Karte)      | Karl-Marx-Gedenkstein | Naturstein mit Bildplakette | Karl-Marx-Gedenkstein |
| 360 | Bahnhofstraße 1 (Karte)           | Wohn- und Geschäftshaus                                                                                                  | | |
| 362 | Bahnhofstraße 12 (Karte)          | Villa und Landratsgebäude                                                                                                | | Villa und Landratsgebäude                                                                                                |
| 361 | Bahnhofstraße 19 (Karte)          | Bahnhof (Empfangsgebäude, Güterabfertigung, Stellwerk)                                                                   | Historisierende Gebäude von 1878, das ehemalige Empfangsgebäude soll umgebaut werden. | Weitere Bilder |
| 363 | Bahnhofstraße 46 (Karte)          | Wohn- und Geschäftshaus                                                                                                  | | Wohn- und Geschäftshaus                                                                                                  |
| 364 | Bahnhofstraße 47 (Karte)          | Wohn- und Geschäftshaus                                                                                                  | | Wohn- und Geschäftshaus                                                                                                  |
| 365 | Bahnhofstraße 48 (Karte)          | Wohn- und Geschäftshaus                                                                                                  | | Wohn- und Geschäftshaus                                                                                                  |
| 366 | Bahnhofstraße 49 (Karte)          | Postgebäude | Verklinkertes historisierendes Gebäude der Gründerzeit von vor 1900, heute Wohn- und Geschäftshaus | Postgebäude |
| 371 | Domstraße 7 (Karte)               | Pfarrhof mit Wohnhaus und Stall                                                                                          | Pfarrgehöft von 1738, Fachwerkgebäude, verputzt, traufständig | Pfarrhof mit Wohnhaus und Stall                                                                                          |
| 385 | Dr.-Kurt-Fischer-Straße 1 (Karte) | kath. Kirche St. Jakobus                                                                                                 | 1926 als Missionshaus mit Kapelle gebaut; 2-gesch. Putz- und Klinkergebäude mit Walmdach und Dachreiter mit Glockenhaube, 1-gesch. Saalanbau | kath. Kirche St. Jakobus                                                                                                 |
| 373 | Friedrichstraße 29 (Karte)        | Wohnhaus | | |
| 374 | Friedrichstraße 31 (Karte)        | Wohnhaus | | |
| 376 | Greifswalder Straße 13 (Karte)    | Wohnhaus | | |
| 377 | Greifswalder Straße 24            | Wohn- und Geschäftshaus                                                                                                  | | |
| 378 | Greifswalder Straße 35 (Karte)    | Wohnhaus | | |
| 380 | Hafenstraße 11 (Karte)            | Wohnhaus und ehemalige Roßschlächterei                                                                                   | | |
| 381 | Hafenstraße 12 (Karte)            | Wohnhaus | | |
| 382 | Hafenstraße 14 (Karte)            | Amtsgericht | Backsteingebäude von 1838 | Amtsgericht |
| 379 | Hafenstraße 6 (Karte)             | Wohnhaus | | |
| 383 | Karlstraße 18 (Karte)             | Wohnhaus | | |
| 386 | Kirchstraße 2 (Karte)             | Wohnhaus | | |
| 388 | Lange Straße 1 (Karte)            | Wohn- und Geschäftshaus                                                                                                  | Sanierter Putzbau (Foto – grün – links) | Wohn- und Geschäftshaus                                                                                                  |
| 415 | Lange Straße 21a (Karte)          | Wasserturm | Turm aus Backsteinen mit kupfergedecktem Turmhelm von 1934, Höhe 32,5 m mit 8,15 m Außendurchmesser; heute: unten Stadtinformation Grimmen, Trauzimmer im 4. OG und oben Versammlungsraum | Wasserturm |
| 390 | Lange Straße 41 (Karte)           | ehem. Wohnhaus | Sanierter Putzbau | ehem. Wohnhaus |
| 391 | Lange Straße 42 (Karte)           | Mecklenburger Hof | | |
| 392 | Lange Straße 43 (Karte)           | Wohnhaus | | |
| 393 | Lange Straße 46 (Karte)           | ehemaliges Wohnhaus | Putzbau (Foto – rechts) | ehemaliges Wohnhaus |
| 394 | Lange Straße 47 (Karte)           | ehemaliges Wohnhaus | Putzbau (Foto – rechts) | ehemaliges Wohnhaus |
| 395 | Lange Straße 48 (Karte)           | ehemalige Drogerie und Ratskeller                                                                                        | Roter Backsteinbau, Gründerzeit, an der Schrägecke – Hexenplakette | ehemalige Drogerie und Ratskeller                                                                                        |
| 389 | Lange Straße 9 (Karte)            | Geschäftshaus | 2-gesch. sanierter, langgestreckter Putzbau mit Satteldach | Geschäftshaus |
| 396 | Markt 1 (Karte)                   | Rathaus | 2-gesch. Backsteinbau von um 1400 mit Satteldach und offener kreuzrippengewölbter Rats- und Gerichtslaube mit spitzbogigen Arkaden, 7-teilige gotische Giebelschauseite mit barockem Dachturm, offener Laterne und geschweifter Haube | Rathaus |
| 397 | Markt 2 (Karte)                   | Wohn- und Geschäftshaus                                                                                                  | sanierter Putzbau | Wohn- und Geschäftshaus                                                                                                  |
| 398 | Markt 3 (Karte)                   | Wohn- und Geschäftshaus                                                                                                  | 1-gesch., sanierter Putzbau mit Zwerchgiebel | |
| 399 | Markt 6 (Karte)                   | Wohnhaus | | |
| 400 | Markt 9 (Karte)                   | ehemaliges Hotel | 2-gesch., um 2002 sanierter Putzbau | |
| 401 | Mühlenstraße 1 (Karte)            | Wohn- und Geschäftshaus                                                                                                  | Sanierter Putzbau | Wohn- und Geschäftshaus                                                                                                  |
| 405 | Mühlenstraße 10 (Karte)           | ehem. Diakoniehaus und Scheune                                                                                           | | |
| 407 | Mühlenstraße 2 (Karte)            | Apotheke (Hinterhaus) | Sanierter Putzbau | Apotheke (Hinterhaus) |
| 406 | Mühlenstraße 20 (Karte)           | Wohnhaus | Sanierter Putzbau | Wohnhaus |
| 402 | Mühlenstraße 5 (Karte)            | Wohn- und Geschäftshaus                                                                                                  | 2-gesch., giebelständiger, sanierter Backsteinbau mit kleinem Staffelgiebel aus der Gründerzeit | Wohn- und Geschäftshaus                                                                                                  |
| 403 | Mühlenstraße 8 (Karte)            | Kaufhaus | Gebäude von 1910 | Kaufhaus |
| 404 | Mühlenstraße 9 (Karte)            | Haustür | | |
| 408 | Neuberlin 34 (Karte)              | Wohnhaus | | |
| 409 | Norderhinterstraße 11 (Karte)     | Wohnhaus | 1-gesch., 1997 saniertes Fachwerkhaus mit zwei Giebeln | |
| 410 | Norderhinterstraße 12 (Karte)     | Schule | | |
| 411 | Norderhinterstraße 22 (Karte)     | Wohnhaus (ehem. Zollhaus, ehem. Gasthaus mit Saalanbau)                                                                  | | |
| 412 | Norderhinterstraße 28 (Karte)     | Wohnhaus | | |
| 413 | Norderhinterstraße 29 (Karte)     | Wohnhaus | | |
| 414 | Norderhinterstraße 30 (Karte)     | Fassade | | |
| 423 | Nordpromenade 14a (Karte)         | Wohnhaus | | |
| 416 | Schulstraße 3 (Karte)             | ehemaliges Kalandhaus | Kalandhaus der Kalandbruderschaften, 2-gesch., spätgotisches Giebelgebäude aus Backsteinen mit Treppengiebel von um 1450, von 1734 bis 1848 Alte Schule, ab 1904 Wohnhaus, 1945 Kindergarten und 1980 Kirchgemeindehaus | ehemaliges Kalandhaus |
| 417 | Schulstraße 6 (Karte)             | sogenannte Kirchenbude                                                                                                   | 1-gesch., giebelständiges Fachwerkhaus mit Satteldach von 1546, neu errichtet 1819 als Wohnhaus für Bedürftige mit zehn Stuben | sogenannte Kirchenbude                                                                                                   |
| 419 | Stralsunder Str. 13               | Mühlenkomplex | | |
| 420 | Stralsunder Straße 37 (Karte)     | Ziegeleigebäude mit Ringofen und Schornstein Speichergebäude des ehemaligen landwirtschaftlichen Ein- und Verkaufsverein | | Ziegeleigebäude mit Ringofen und Schornstein Speichergebäude des ehemaligen landwirtschaftlichen Ein- und Verkaufsverein |
| 421 | Stralsunder Straße 55             | Verkaufsverein | | |
| 422 | Stralsunder Straße 55             | Speicher | | |
| 424 | Straße der Solidarität 70 (Karte) | Wohnhaus | | Wohnhaus |
| 426 | Strohstraße 26 (Karte)            | Wohnhaus | Sanierter Putzbau | Wohnhaus |
| 428 | Sundische Straße 11 (Karte)       | Wohn- und Geschäftshaus                                                                                                  | | |
| 429 | Sundische Straße 12 (Karte)       | Wohn- und Geschäftshaus                                                                                                  | | |
| 430 | Wilhelmstraße 3                   | Wohnhaus | | |
| 431 | Wilhelmstraße 14                  | Wohnhaus | | |
| 432 | Wilhelmstraße 15                  | Wohnhaus | | |
| 433 | Wilhelmstraße 19 (Karte)          | Baumeistervilla | | Baumeistervilla |

## Lehmhagen
| ID   | Lage                       | Bezeichnung       | Beschreibung | Bild |
| ---- | -------------------------- | ----------------- | --- | ---- |
| 450A | An den Kastanien 4 (Karte) | Gutshaus und Park | 3-gesch. ehem. Gutshaus von 1607, vorspringender Mittelteil mit wappenverziertem Dreiecksgiebel, Ecken mit Putzquadern, Portal mit Pilastern und Segmentbogen eingerahmt, beidseitig 1-gesch. Flügelanbauten |      |
| 450B | An der B 194               | Park              | |      |

## Hohenwarth
| ID  | Lage                  | Bezeichnung | Beschreibung | Bild |
| --- | --------------------- | ----------- | --- | ---- |
| 472 | Zum Schloss 5 (Karte) | Gutshaus    | 1-gesch., 8-achsiger Putzbau von um 1910 mit Mansarddach und barockisierendem Mittelrisalit; Parkanlage mit Erbbegräbnisstätte. Gut 1638 im Besitz der schwedischen Familie Gert Antoni Rhenskiöld und von Appelmann, ab 1815 Domäne des Preußischen Staates. |      |

## Jessin
| ID  | Lage                           | Bezeichnung                                                             | Beschreibung | Bild |
| --- | ------------------------------ | ----------------------------------------------------------------------- | --- | ---- |
| 497 | Jessiner-Dorfstraße 64 (Karte) | Gutshaus und Park mit Umfassungsmauern, Küchengarten und Steinobstwiese | 2-gesch., 11.-achs. Putzbau mit Mansarddach und zweigeschossiger Eingangshalle von 1916 in gepflegter Parkanlage, seit 1996 saniertes Pflegeheim, Wirtschaftsgebäude sind zum größten Teil erhalten |      |

## Stoltenhagen
| ID   | Lage                         | Bezeichnung                                                                | Beschreibung | Bild           |
| ---- | ---------------------------- | -------------------------------------------------------------------------- | --- | -------------- |
| 1068 | Stoltenhagener Dorfstraße 22 | Kirche mit Friedhof (freistehendes Glockenhaus, Feldsteinmauer, Mausoleum) | Einschiffiger Feldsteinbau mit Backstein an Portalen, Fenstern und Giebeln aus der Mitte des 13. Jh., Westgiebel neuzeitlich verändert, kuppelförmiges Kreuzrippengewölbe; eingezogener, quadratischer Chor; geschnitzte Kanzel von der 1. Hälfte des 18. Jh. | Weitere Bilder |
| 1066 | Stoltenhagener Dorfstraße 31 | Schmiede                                                                   | |                |
| 1067 | Stoltenhagener Dorfstraße 52 | Wohnhaus                                                                   | |                |

## Quelle
- Denkmalliste des Landkreises Vorpommern-Rügen